# Charlotte Roche
Charlotte Elisabeth Grace Roche (n. High Wycombe, Inglaterra, 18 de marzo de 1978) es una actriz, cantante, escritora y presentadora de televisión en Alemania, nacida en el Reino Unido.

## Primeros años
Roche es hija de un ingeniero y de una madre política y artísticamente activa. Ha vivido en Alemania desde la edad de ocho años, habiendo residido anteriormente en Londres y los Países Bajos. Creció en un entorno cultural más alternativo, en la región del Rin Bajo, dentro de una familia con puntos de vista liberales. Cursó sus estudios primarios en Niederkrüchten. En 1989 asistió a la escuela secundaria, en el Gymnasium St. Wolfhelm, en la vecina ciudad de Schwalmtal. Cuando tenía 14 años de edad se trasladó a Mönchengladbach, donde estudió en el Gymnasium Hugo Junkers, en el suburbio de Rheydt. Dejó la escuela después del 11 º grado, a la edad de 17 años. Obtuvo la experiencia inicial en el escenario en grupos de teatro durante su tiempo en la escuela.

## Carrera
Roche abandonó su hogar en 1993 y fundó, junto a tres amigas, un grupo de garage rock llamado The Dubinskis. Realizaron varios conciertos íntimos en una pequeña gira antes de que dos de sus miembros se retiraran de la agrupación. Luego de audicionar exitosamente para el canal de música alemán VIVA, trabajó por varios años como presentadora y videojockey.

### Como escritora
Su libro Feuchtgebiete (en español: Zonas húmedas) fue la novela más vendida alrededor del mundo en marzo de 2008. 
En una obra parcialmente autobiográfica, explora la limpieza, el sexo y la feminidad, y ha vendido más de 1.500.000 de copias en Alemania a principios de 2009. Para sus defensores es una literaria erótica clásica, para sus críticos, es una hábil comercialización pornográfica.
Schoßgebete (en español: Oraciones del regazo), su última novela, en parte autobiográfica, muestra un notable refinamiento en comparación con su anterior publicación. Si bien la sexualidad aparece descripta con la misma crudeza que en Feuchtgebiete , los problemas que allí se describen son mucho más complejos e involucran una reflexión sobre el amor, la muerte y la necesidad de vínculos del ser humano, lo cual da cuenta de la maduración de la escritora, que logra mucho más que  meramente sorprender o "espantar al burgués".

### Como cantante
En 2006, Roche cantó para el sencillo 1. 2. 3. ... del solista alemán Bela B., canción perteneciente al álbum debut de Bela, llamado Bingo.

## Vida personal
En 2001, sus tres hermanos fallecieron en un accidente de tráfico camino de su boda. Su madre, quién también iba en el auto, sobrevivió con lesiones graves. Este episodio está narrado o hecho ficción en su última novela, Schoßgebete.
Roche tiene una hija, Polly, la cual nació en 2002; su padre es Eric Pfeil, quien fue el productor y escritor de los programas de Charlotte Fast Forward y Der Kindergeburtstag ist vorbei! (El cumpleaños de los niños ya pasó). Desde 2007, Roche está casada con Martin Keß, cofundador de Brainpool, una empresa de medios en Colonia.